# WD 0806-661
Désignations
WD 0806-661 est un système binaire composé de WD 0806-661 A, une naine blanche, et de WD 0806-661 B, une sous-naine brune de type spectral Y,. Il est situé dans la constellation du Poisson volant, à 62,8 années-lumière de la Terre. Le compagnon a été découvert en 2011 grâce au télescope spatial Spitzer.